# Daily Mail
Daily Mail, britanske dnevne novine s obilježjima tabloida i druga najprodavanija tiskovina u Ujedinjenom Kraljevstvu s dnevnom nakladom većom od 1,3 milijuna primjeraka. Posebno nedjeljno izdanje, The Mail on Sunday, također premašuje nakladu od milijun primjeraka. Mrežno izdanje novina ima više do 100 milijuna posjetitelja na mjesečnoj razini.
Daily Mail se često nalazi na udaru kritika zbog svog senzacionalizma i nepouzdanosti, pa ga je tako i Wikipedija početkom 2017. godine proglasila "nepouzdanim izvorom" za svoje članke. Američki New Yorker prozvao je Mail "novinama koje vladaju Britanijom", zbog svog velikog utjecaja na britansko novinarstvo i društvo.
Unatoč senzacionalizmu na mjesnoj razini, Mail se istaknuo svojim izvješćima iz Rusko-gruzijskog rata probivši medijsku blokadu koja je bila dogovorena među najvećim britanskim tiskovinama. Mail je kritizirao britansku umiješanost u taj sukob, ali i općenito loše odnose s Rusijom i gotovo "slugansko" savezništvo sa Sjedinjenim Državama.
Iako su politički sklonije Konzervativnoj stranci, Mail je često kritizirao i konzervativne vlade, posebice onu Davida Camerona, kao i dvostranački sustav koji je djelomice prisutan u Ujedinjenom Kraljevstvu s dvije prevladavajuće stranke.
Daily Mail proglašen je "nacionalnim novinama godine" (najviša britanska novinarska nagrada) 1995., 1996., 1998., 2001., 2003., 2011. i 2016.

## Vanjske poveznice
- Službene stranice